# Взаємно прості числа
Взаємно прості числа — натуральні або цілі числа, які не мають спільних дільників більших за 1, або, інакше кажучи, якщо їх найбільший спільний дільник дорівнює 1. Таким чином, 2 і 3 — взаємно прості, а 2 і 4 — ні (діляться на 2). Будь-яке натуральне число взаємно просте з 1. Натуральні числа називають взаємно простими, якщо їх найбільший спільний дільник дорівнює 1. Якщо {\displaystyle p} — просте, а {\displaystyle n} — довільне ціле число, то вони взаємно прості і тільки тоді, коли {\displaystyle n} не ділиться на {\displaystyle p.}
Взаємна простота великих чисел може бути перевірена і доведена чи спростована за допомогою алгоритму Евкліда.
Якщо числа {\displaystyle i} та {\displaystyle j} взаємно прості, то класи {\displaystyle (i+)} та {\displaystyle (j+)} перетинаються по класу {\displaystyle (ij+).} Перетин класів {\displaystyle (i+)} та {\displaystyle (j+)} є класом {\displaystyle (x+)}, де число {\displaystyle x} - найменше спільне кратне {\displaystyle i} та {\displaystyle j}. Класи є монотонними по відношенню до ділення {\displaystyle (x+)\subset (i+),\,\,(x+)\subset (j+).}

## Приклади
- Числа 9 та 24 не є взаємно простими, оскільки обидва числа діляться на 3.
- Для перевірки взаємної простоти 7 і 91 зазначимо, що 7 — просте число. Оскільки 91 ділиться на 7, 91/7=13, ці числа не є взаємно простими.
- Числа 10 та 9 — взаємно прості, тому що будь-який їх спільний дільник мусить також ділити їх різницю 10-9=1.
- Також взаємно простими є 65 та 48, в чому можна пересвідчитися за допомогою алгоритму Евкліда:

{\displaystyle 65-1\cdot 48=17,48-2\cdot 17=14,17-1\cdot 14=3,14-4\cdot 3=2,3-1\cdot 2=1,} тому найбільший спільний дільник 65 та 48 дорівнює 1.